# Thuyền rồng tại Đại hội Thể thao châu Á 2022 – 500m Nữ
Nội dung thi đấu thuyền rồng 500m nữ tại Đại hội Thể thao châu Á 2022 được tổ chức vào ngày 5 tháng 10 năm 2023.

## Lịch thi đấu
Tất cả các giờ đều là Giờ chuẩn Trung Quốc (UTC+08:00)
| Ngày                         | Thời gian | Nội dung  |
| ---------------------------- | --------- | --------- |
| Thứ Năm, 5 tháng 10 năm 2023 | 09:14     | Heats     |
| Thứ Năm, 5 tháng 10 năm 2023 | 10:01     | Bán kết   |
| Thứ Năm, 5 tháng 10 năm 2023 | 10:48     | Chung kết |

## Đội hình thi đấu
| Trung Quốc | Hồng Kông | Indonesia | Hàn Quốc |
| --- | --- | --- | --- |
| - Wang Li - Shi Yingying - Cheng Lingzhi - Sun Yang - Yu Shimeng - Wang Ji - Li Shuqi - Ding Sijie - Fan Yiting - Zhu Xiaoli - Luo Meng - Xue Lina - Wang Ying - Li Zhixian | - Chau Tsz Yan - Cheung Chung Ho - Keung Oi Yee - Ko Wai Man - Lai Angel - Leung Ka Ki - Li Lang Yi Inglid - Sin Mei Yan Anna - Tam Tsz Wai - Tang Hin Lam Melanie - To Pui Ki Peggy - Wong Lap Man - Wong Yuet Ching - Wu Cheuk Wai | - Ayuning Tika Vihari - Anisa Yulistiawan - Fazriah Nurbayan - Cinta Priendtisca Nayomi - Dayumin Dayumin - Raudani Fitra - Iin Rosiana Damiri - Maryati Maryati - Sella Monim - Nadia Hafiza - Ramla Baharuddin - Ratih Ratih - Reski Wahyuni - Ester Yustince Daimoi | - Byun Eun-jeong - Cha Tae-hee - Cho Soo-bin - Han Sol-hee - Jeong Ji-won - Ju Hee - Ju Yun-woo - Kim Da-bin - Kim Hyeon-hee - Kim Yeo-jin - Lee Hyeon-joo - Lim Sung-hwa - Tak Su-jin - Yun Ye-bom                                                                                    |
| Ma Cao | Myanmar | CHDCND Triều Tiên | Singapore |
| - Chan Hoi Lei Hollie - Chan Hoi Ying Becky - Chan Ka Hei - Chan Ut Sam - Cheng Ka I - Cheong Ka Ian - Chu Hao Lei - Leong Im U - Lin Kim Hong - Lo Pui San - Lou Man Kei - Rosita Xavier Nascimento Gaspar - Ng Chi Ian - Tam Si Long                                          | - Hla Hla Htwe - Khin Su Su Anung - Lin Lin Kyaw - Man Huai Phawng - Moe Ma Ma - Myint Myint Soe - Phyu Phyu Aung - San San Moe - Saw Myat Thu - Soe Sandar - Soe Soe Kyaw - Su Wai Phyo - Thet Phyo Naing - Win Win Htwe            | - Cha Un-gyong - Cha Un-yong - Choe Pom-sun - Ho Su-jong - Jon Uh-jong - Jong Chol-gyong - Jong Ye-song - Kim Song-hye - Ko Haeng-bok - O Su-rim - Oh Un-ha - Om Jing-yong - Ri Kyong-hui - Ri Sun-mi                                                                  | - Chan Day Ying - Chua Jia Min - Goh Li Ling Janice - Khoo Jing Xuan Karis - Lai Xian Hui - Lew Si Hsien - Neo Chloe Yi Ting - Neo Wei Wei Evette - Ng Ashleigh Jing Yun - Ng Denise Lindsey Yu Hui - Tan Huiwen Vanessa - Tan Ji Xuan - Thiam Eunice Jia Min - Yoong Janice Yuan Ling |
| Thái Lan | | | |
| - Ketkanok Chomchey - Pranchalee Moonkasem - Onuma Teeranaew - Anuthida Saeheng - Arisara Pantulap - Benjamas Woranuch - Jaruwan Chaikan - Jirawan Hankhamla - Patthama Nanthain - Praewpan Kawsri - Sukanya Poradok - Watcharaporn Khadtiya - Nipaporn Nopsri - Thitima Sukrat | | | |

## Kết quả

### Heats
- Vòng loại: 1 + Thời gian tốt nhất → Chung kết (CK), Nghỉ → Bán kết (BK)

#### Heat 1
| Thứ hạng | Đội        | Thời gian | Ghi chú |
| -------- | ---------- | --------- | ------- |
| 1        | Trung Quốc | 2:21.897  | CK      |
| 2        | Myanmar    | 2:24.800  | BK      |
| 3        | Thái Lan   | 2:25.064  | BK      |
| 4        | Singapore  | 2:29.821  | BK      |
| 5        | Ma Cao     | 2:35.231  | BK      |

#### Heat 2
| Thứ hạng | Đội               | Thời gian | Ghi chú |
| -------- | ----------------- | --------- | ------- |
| 1        | Indonesia         | 2:23.036  | CK      |
| 2        | Hàn Quốc          | 2:24.093  | CK      |
| 3        | CHDCND Triều Tiên | 2:24.510  | BK      |
| 4        | Hồng Kông         | 2:37.461  | BK      |

### Bán kết
- Vòng loại: 1 + Thời gian tốt nhất → Chung kết (CK), Nghỉ → Chung kết nhỏ (MF)

| Thứ hạng | Đội               | Thời gian | Ghi chú |
| -------- | ----------------- | --------- | ------- |
| 1        | CHDCND Triều Tiên | 2:24.310  | CK      |
| 2        | Myanmar           | 2:24.417  | CK      |
| 3        | Thái Lan          | 2:24.884  | CK      |
| 4        | Singapore         | 2:25.674  | MF      |
| 5        | Hồng Kông         | 2:28.937  | MF      |
| 6        | Ma Cao            | 2:33.004  | MF      |

### Chung kết

#### Trận chung kết nhỏ
| Thứ hạng | Đội       | Thời gian |
| -------- | --------- | --------- |
| 1        | Singapore | 2:28.511  |
| 2        | Hồng Kông | 2:31.045  |
| 3        | Ma Cao    | 2:33.972  |

#### Trận chung kết
| Thứ hạng | Đội               | Thời gian |
| -------- | ----------------- | --------- |
| 1        | Trung Quốc        | 2:21.150  |
| 2        | Indonesia         | 2:22.883  |
| 3        | Myanmar           | 2:24.890  |
| 4        | Thái Lan          | 2:24.907  |
| 5        | CHDCND Triều Tiên | 2:25.043  |
| 6        | Hàn Quốc          | 2:25.413  |